# Catantops
Catantops is een geslacht van rechtvleugeligen uit de familie veldsprinkhanen (Acrididae). De wetenschappelijke naam van dit geslacht is voor het eerst geldig gepubliceerd in 1853 door Hermann Rudolf Schaum.

## Soorten
Het geslacht Catantops omvat de volgende soorten:
- Catantops aberrans Karny, 1907
- Catantops annexus Bolívar, 1917
- Catantops australis Jago, 1984
- Catantops brevipennis Wintrebert, 1972
- Catantops erubescens Walker, 1870
- Catantops ituriensis Rehn, 1914
- Catantops janus Rehn, 1914
- Catantops kasengo Jago, 1994
- Catantops magnicercus Uvarov, 1953
- Catantops melanostictus Schaum, 1853
- Catantops minor Dirsh, 1956
- Catantops modestus Karny, 1917
- Catantops momboensis Sjöstedt, 1931
- Catantops nephiostictus Jago, 1984
- Catantops ochthephilus Jago, 1984
- Catantops orientalis Kirby, 1888
- Catantops parasylvestris Jago, 1984
- Catantops stenocrobyloides Karny, 1907
- Catantops stramineus Walker, 1870
- Catantops sylvestris Jago, 1984
- Catantops tanganus Dirsh, 1956
- Catantops terminalis Ramme, 1929
- Catantops trimaculatus Uvarov, 1953
- Catantops unimaculata Mahmood, Yousuf & Khaliq, 2002